# Academia vampirilor (roman)
Academia Vampirilor este primul roman din seria Academia Vampirilor scrisă de Richelle Mead. Varianta tradusă a fost publicată în România de Editura Leda.
Rose și Lissa au fugit timp de doi ani de academia St. Vladimir și de amenințarea necunoscută care-i bântuie zidurile, dar trecutul le-a prins din urmă. Un regiment de gardieni le descoperă și le aduc înapoi la școală, unde fiecare pas greșit le poate costa mai mult decât pot să plătească.

## Rezumat
În primul volum Rose Hathaway și prietena sa, prințesa moroi Vasilisa Dragomir, sunt readuse cu forța în ultimul lor an la Academie după o absență de doi ani. Gardianul Dimitri Belikov, șeful operațiunii, își dă seama de devoțiunea pe care Rose o simte pentru Lissa și o apără în fața directoarei Kirova, salvând-o de la exmatriculare. Acesta este desemnat instructorul lui Rose. În timpul antrenamentelor lui Rose cu Dimitri o legătură mai mult decat elev-profesor se formează între ei, dar fiecare păstrează tăcerea limitându-se la educarea impulsurilor de luptă ale lui Rose și auto-control.
După întervederea cu directoarea acestea sunt trimise direct în clase unde devin ținta colegilor și profesorilor. Rose este ridiculizată în public de profesorul Stan, iar Lissa are de-a face cu bârfe răutăcioase stârnite de Mia Rinaldi, împreună cu fostul prieten al Lissei, Aaron. Lissa își creează o legătura ceva mai adâncă cu Christian Ozera, un alt nume regal, al cărui părinți s-au transformat de bună voie în strigoi fiind uciși apoi de gardieni, el suportând urmările acestui fapt și fiind marginalizat de toți.
Totul începe când Lissa găsește tot felul de animale moarte în camera sa, ea neputându-se îndoișa să nu le aducă la viața cu puterea sa tămăduitoare.
Făcând asta în mod repetat, puterile sale scad iar ea cade în depresie recurgând chiar și la auto-mutilare.
Îi fusese spus că nu se specializase în nici unul dintre cele patru elemente, aer, apă, pământ sau foc, însă puterile sale tămăduitoare spuneau altceva; puteri pe care le întâlnise și la o fostă profesoară a Academiei, Ms. Karp, care însă fusese alungată și dusă la un ospiciu din cauza nebuniei de care dădea dovadă.
Prin legătura parapsihică foarte puternică care îi permitea lui Rose să intre în mintea Lissei, Rose iși dă seama de starea ei la timp și caută informații. Așa află că Sf. Vladimir, cel care dădea numele Academiei și care trăise cu secole în urmă avea aceleași simptome. Pe lângă asta, el o avea și pe Anna - cea atinsă de umbră.
Situația se înrăutățește când Tatiana, regina Moroilor, vizitează școala în timpul unei festivități. Aceasta o  ridiculizează pe Lissa în public, făcând-o să-și piardă controlul. Rose este constrânsă să spună școlii de tendințele Lissei pentru a-i convinge să o ajute și Lissa este adusă la spital, dar se simte trădată și refuză să vorbească cu Rose. 
Rose și Dimitri sunt constrânși printr-un farmec pus într-un colier să lase deoparte inhibițiile și să dea frâu liber sentimentelor nutrite unul față de celălalt, ajungând dezbrăcați în patul lui Dimitri. Auto-controlul lui Dimitri îi salvează și își dau seama că Lissa a fost răpita de chiar cel pe care îl numea unchi. Acesta știa de puterile tămăduitoare ale Lissei și chiar de specializarea ei, Spiritul, dorind ca ea să-l vindece de boala ce-i afecta plămânii. Acesta o torturează pe Lissa până ce-i acceptă cererea, dar Rose și Dimitri vin la timp și o eliberează, prințul Victor Dashkov, alt nume regal, fiind închis.
După toate cele întâmplate Rose află că ea și Lissa sunt la fel precum Sf. Vladimir și gardianul său atins de umbră, Anna, Lissa readucând-o pe Rose inconștient la viață după accidentul de mașină suferit cu câțiva ani în urmă, în care Lissa își pierduse părinții și fratele.
Cei de la Academie o ajută pe Lissa să-și revină din depresia cauzată de spirit prin niște medicamente speciale și un consilier. În acest timp, Victor Dashkov își transformă propria fiică, Natalie, în Strigoi pentru propriile sale planuri malefice, de a deveni regele moroilor și de a face o schimbare în rândurile acestora. Nu ajunge prea departe pentru că Dimitri o omoară înainte să-și poată elibera tatăl din închisoare.
Dimitri și Rose decid că nu pot fi împreună din cauza diferențelor de vârstă, el fiind cu șapte ani mai mare, dar și din cauză că amândoi îi vor fi repartizați Lissei ca gardieni după absolvire și nu își pot permite ca ea să nu fie pe primul plan. Doar ei contează, vorbă ce le-a fost implantată în minți din prima zi de școală.

## Personaje
- Rose Hathaway - gardianul dhampir a Lissei
- Dmitri Belikov - instructorul lui Rose
- Lissa - ultimul moroi din familia regala Dragomir
- Victor Dashkov - Moroi regal
- Christian Ozera - Moroi regal dizgrațiat
- Mason - dhampir, prieten cu Rose
- Mia Rinaldi - Moroi neregal, inamica Lissei
- Natalie - fiica lui Victor Dashkov

## Recepție
„Academia vampirilor” a fost bine primită în SUA, fiind votată numărul 4 după „Eclipse” de Stephenie Meyer, „Harry Potter și Talismanele Morții” de J.K. Rowling și „Diary of a Wimpy Kid” pe lista ALA's teens top 10 din 2008. Întreaga serie a fost votată între primele 10 în New York Times Bestseller, la categoria lectură pentru tineri. În lista USA today today a celor mai bine vândute 150 de cărți săptămânal a intrat imediat după publicare și a rămas 5 săptămâni, cu cea mai bună poziție fiind #125.

## Adaptări

### Adaptare cinematografică
În iunie 2010 Preger Entertainment a cumpărat drepturile pentru seria Academia Vampirilor. La data de 6 iulie Don Murphy a fost cooptat pentru a aduce cartea pe marele ecran. În 2013 au fost distribuiți în rolurile principale Zoey Deutch (Rose), Lucy Fry (Vasilisa) și Danila Kozlovsky (Dimitri). Filmările au început pe 28 mai 2013 și data premierei a fost fixată pe 14 februarie 2014.

### Bandă desenată

Coperta benzii desenate după romanul Academia vampirilor

O bandă desenată după prima carte, Academia vampirilor, a fost pulicată la data de 23 august 2011 de Razorbill. Are 144 de pagini ilustrate de Leigh Dragoon și Emma Vieceli. Banda desenată s-a bucurat de succes atingând un scor de 4.31 pe Goodreads.